# US Saint-Andréenne
Union Sportive Saint-Andréenne w skrócie Saint-Andréenne – reunioński klub piłkarski grający w reuniońskiej pierwszej lidze, mający siedzibę w mieście Saint-André.

## Sukcesy
- Puchar Reunionu[1]:
  - zwycięstwo (1): 1982.

## Występy w afrykańskich pucharach
| Sezon | Rozgrywki                 | Runda | Kraj     | Klub         | Dom | Wyjazd | Dwumecz |
| ----- | ------------------------- | ----- | -------- | ------------ | --- | ------ | ------- |
| 1995  | Puchar Zdobywców Pucharów | 1     | Zimbabwe | Blackpool FC | 0–2 | 1–3    | 1–5     |

## Stadion
Domowe mecze klub rozgrywa na stadionie o nazwie Saint-Andréenne Park w Saint-André. Stadion może pomieścić 1200 widzów.